# هوسار بولنديون
هوسار بولنديين أو الهوسار المجنحين كانوا فرسان بولنديين ظهروا في الكومنولث البولندي الليتواني في الفترة ما بين القرن ال 16 وال18.تبنوا نظام الهوسار المجريين.
كان أوائل الهوسار البولنديين من الجنود الصرب المنفيين.أبرز أنتصارتهم كانت في معركة فيينا حيث قاموا بهزيمة الدولة العثمانية في 1683.